# Cíes-eilanden

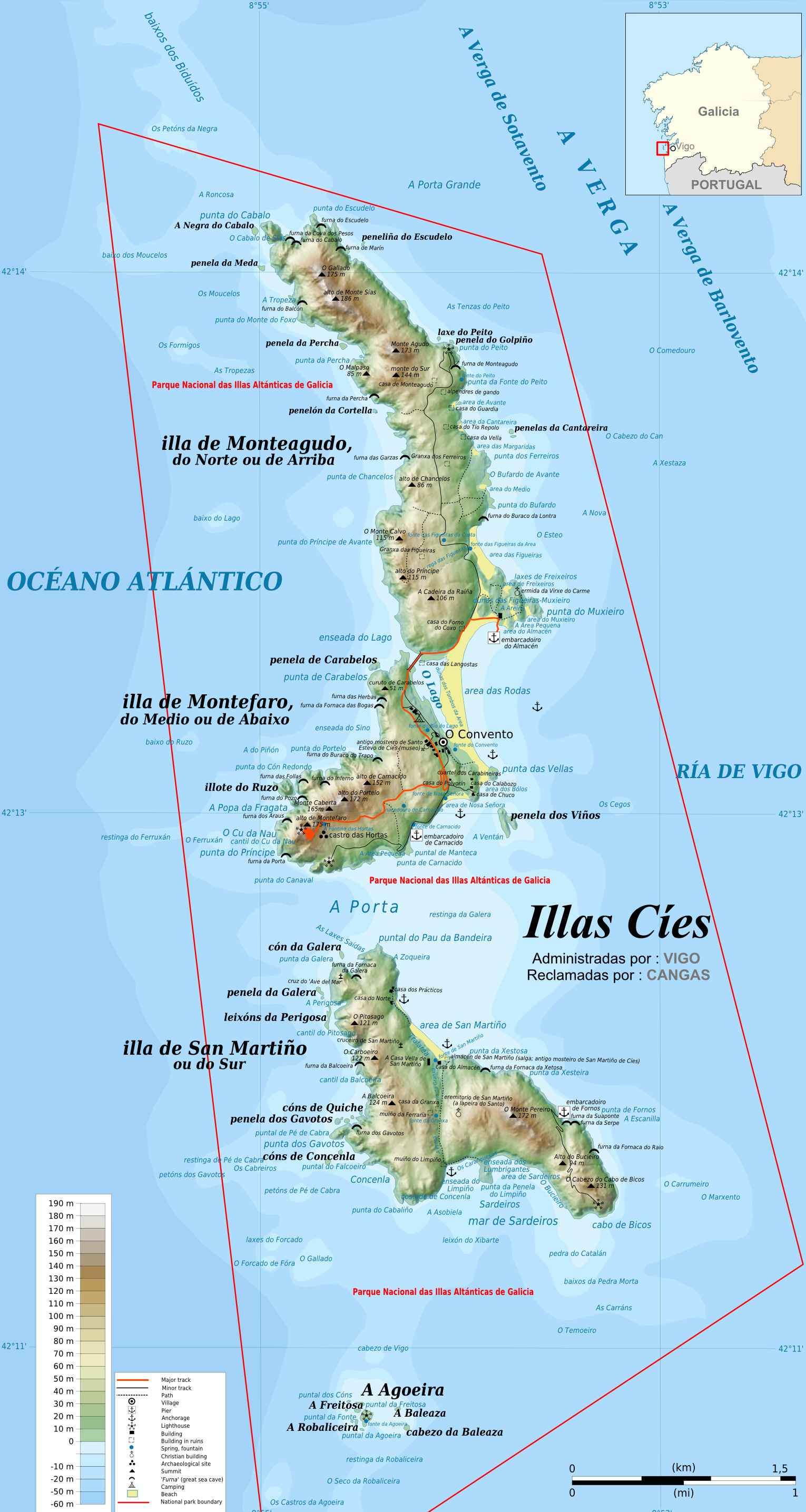
Cíes-eilanden

De Cíes-eilanden (Galicisch: Illas Cíes; Spaans: Islas Cíes) zijn een archipel voor de monding van de Ría de Vigo aan de kust van Pontevedra in Galicië (Spanje). Ze behoren tot de parochie van San Francisco de AFORA, in de gemeente Vigo. Ze werden in 1980 uitgeroepen tot natuurreservaat en zijn opgenomen in het Nationaal park Islas Atlánticas de Galicia, opgericht in 2002.

## De archipel
De archipel bestaat uit drie eilanden, van noord naar zuid: Monteagudo, Illa do Faro en San Martiño.
Het Illa do Faro is verbonden met Monteagudo door een ophoping van zand van 1200 m lang, bekend als het Rodas-strand, aan de oostkant van het eiland. Bij vloed stroomt de zee tussen de eilanden aan de westkant en, geblokkeerd door het strand, vult ze de lagune tussen het zandgebied en de rotsen. De hoogste top is de Alto das Cíes (197 m) in Monteagudo.
De eilanden werden gevormd aan het einde van het Tertiair, toen sommige delen van de kust zonken, waardoor de rías ("estuaria") ontstonden. Alle drie de eilanden zijn de toppen van de kustbergen die nu gedeeltelijk onder de zee liggen en voornamelijk gevormd worden uit granietrots.
Het land is bergachtig met ruwe, bijna verticale kliffen van meer dan 100 m aan de westkant, en talrijke grotten (furnas) gevormd door erosie door de zee en de wind. De oostkant is minder steil, bedekt met bossen en struiken en beschermd tegen de Atlantische wind, waardoor de vorming van stranden en duinen mogelijk is.
Atlantische rukwinden trekken over de eilanden en lossen uit als ze tegen de kust botsen. Daardoor ontvangen de Cíes min of meer de helft van de regen dan de rest van de Rías Baixas.

## Natuurgebied
Vanwege de hoge natuurlijke waarde van dit gebied en de achteruitgang die het te lijden had door menselijke activiteit, werd het in 1980 uitgeroepen tot natuurreservaat. Het niveau van wettelijke bescherming varieerde tot 21 november 2000, toen het Galicische parlement unaniem instemde om een aanvraag in te dienen voor de status van Nationaal Park aan de centrale regering. Het Spaanse Congres van Afgevaardigden ondertekende in juni 2002 een definitieve overeenkomst, waarbij het Nationale Land-Marine Park van de Atlantische eilanden van Galicië werd gecreëerd, gevormd door een aantal archipels, eilanden en zandbanken, namelijk Cíes, Ons, Sálvora, Noro, Vionta, het eiland Cortegada en de Malveiras.
Het mariene deel van het park wordt gemeten als een 100 meter brede strook vanaf de kust bij eb. Sinds 1992 is onderwatervissen op de eilanden verboden. Nationale parken zijn natuurgebieden die bijna niet zijn veranderd door menselijke activiteit en die, op basis van hun landschap, geologische of ecosystemen die esthetische, ecologische, educatieve of wetenschappelijke eigenschappen bezitten en die speciale bescherming waard zijn. Daarom zijn de activiteiten die de stabiliteit van het ecosysteem veranderen of in gevaar brengen, verboden. Sommige traditionele activiteiten (zoals traditionele visserij) zijn toegestaan zolang ze verenigbaar zijn met het milieu en het behoud van natuurlijke hulpbronnen.
Sinds 1988 hebben de eilanden de status van ZEPA (Zona de Especial Protección para las Aves, speciale beschermingszone voor vogels) en zijn ze opgenomen in het Natura 2000-netwerk, dat richtlijnen van de Europese Unie ontwikkelt met betrekking tot habitats en vogels. Het bevat een van de belangrijkste kolonies van de geelpootmeeuw.  De ZEPA's worden voornamelijk beschermd om vervuiling en algemene achteruitgang van de plaatsen die permanent of tijdens hun trektochten door vogels worden gebruikt, te voorkomen.

## Toerisme
In de zomer verbinden boten Monteagudo met de havens van Sanxenxo/Portonovo, Vigo, Baiona en Cangas. Er is een kampeerterrein, maar er moeten toestemmingen worden gereserveerd bij de haven van Vigo. Een supermarkt, een bezoekerscentrum en een restaurant zorgen voor de bezoekers. Er zijn geen afvalbakken op de eilanden; bezoekers zijn verplicht hun afval mee terug te nemen naar het vasteland. De Cíes-eilanden hebben negen stranden met fijn wit zand en helder water. In februari 2007 koos de Britse krant The Guardian het strand van Rodas, op het eiland Monteagudo, als "het beste strand ter wereld". "Gallegos komen hier om lange, luie zomerdagen door te brengen op de Praia das Rodas, een perfecte halve maan van zacht, bleek zand, ondersteund door kleine duinen die een kalme lagune met kristalheldere zee beschutten", volgens The Guardian.

## Flora
Het kreupelhout wordt voornamelijk gevormd door autochtone soorten, zoals gaspeldoorn, brem, asperges, wolfsmelkvlas (Thymelaea) en zonneroosje (Cistaceae).
Het bos heeft grotere veranderingen ondergaan, aangezien de meeste endemische soorten zoals de gewone vijg en de Pyrenese eik (Quercus pyrenaica) nu worden gereduceerd tot symbolische representatie door de herbebossing van bijna een vierde van het oppervlak met pijnbomen en eucalyptus. Anderzijds werkt de harde wind met een hoog zoutgehalte als barrière in de ontwikkeling van de bomen.
Sommige zeldzame en representatieve kustsoorten groeien in de duinen, stranden en kliffen onder zeer extreme klimatologische omstandigheden, zoals Armeria pungens (in het Galicisch herba de namorar of "liefdesplant"), lokaal bedreigd, en een groot aantal camariñas, een endemische soort van de westkust van het Iberisch schiereiland. Typische moeraslandflora zoals biezen groeit in het gebied van de lagune.

## Fauna
Er is een grote kolonie meeuwen, ongeveer 22.000 paren, en zij zijn de dominante soort op Cíes. Een telling in 1960 telde 400 paren Iberische zeekoeten (Uria aalge albionis), een soort die nu bijna uitgestorven is op de eilanden. Andere soorten zijn onder meer roofvogels, duiven, stormvogels, pelikanen, spechten en andere soorten vogels, die in bomen en kliffen nestelen. Ook is er een verscheidenheid aan vogelsoorten die hier overwinteren of rusten tijdens hun trektochten. In de Alto da Campa (Illa do Faro) en in de Faro do Peito (San Martiño) zijn ornithologische observatoria. De wateren rond de eilanden zijn rijk aan biodiversiteit en trekken walvissen, dolfijnen en haaien, waaronder blauwe haaien en reuzenhaaien.

## Trivia
- Monteagudo betekent hetzelfde als Scherpenheuvel.

- Library of Congress Control Number: sh92005132
- Nationale Bibliotheek van Israël: 987007534499705171
- Virtual International Authority File: 316429268